# Insalata di patate
L'insalata di patate è un piatto diffuso principalmente in Germania, Francia e Giappone.

## Diffusione

### Francia
In Francia esistono diverse ricette a seconda della regione. In Alsazia e Lorena l'insalata di patate viene preparata in modo simile a quella tedesca. In Normandia, la salata cauchoise è un'insalata di patate alla quale vengono aggiunti crescione e sedano insieme a un po' di crème fraiche.

### Germania
Consiste in un'insalata di patate lessate condite con aceto e olio. Nella Germania del nord l'insalata di patate è preparata con la maionese. A volte la maionese è sostituita con un condimento ottenuto mischiando panna e yogurt. Può talvolta contenere cipolle, speck, mele o cetrioli.
Esiste anche un'altra versione, diffusa nella Germania del sud, in Austria, nell'Alto Adige e Croazia, in cui le patate sono mischiate con brodo di maiale, aceto e olio.

### Giappone
In Giappone è conosciuta la potesara con patate bollite, maionese, aceto di riso e karashi.

### Italia
Esiste un'insalata siciliana a base di patate, fagiolini verdi, cipolla rossa, olio d'oliva ed aceto.